# 天福路街道
天福路街道，是中华人民共和国山東省威海市文登区下辖的一个乡镇级行政单位。

## 行政区划
天福路街道下辖以下地区：
北山社区、香水庵社区、城北社区、北宫社区、文山社区、河北社区、峰西社区、学府社区、城南社区、峰南社区、凉水湾社区、小五里头社区、大五里头社区、七里河社区、城东埠后社区、东藕湾社区、松坡社区、十里头社区、海泰社区、北磨山村、南磨山村、孙家卧龙村、北潘家夼村、架子山村、西渠格村、中渠格村、东渠格村和五里庄村。